# Charlotte Martinz-Turek
Charlotte Martinz-Turek (13. November 1970 – 12. Mai 2009 in Wien) war eine österreichische Kulturhistorikerin und Kuratorin.

## Leben
Charlotte Martinz-Turek studierte Geschichte an der Universität Wien. Von 2000 bis 2002 war sie kuratorische Assistentin der Kunsthalle Wien. Sie lehrte am Institut für Geschichte der Universität Wien, an der Universität für angewandte Kunst Wien, an der Wiener Kunstschule und an der Fachhochschule für Wissensmanagement Wien. Sie war Teilhaberin von trafo.K, einem Büro für Kunst- und Kulturvermittlung und eine der Initiatorinnen von schnittpunkt. ausstellungstheorie und praxis. Zuletzt war sie – gemeinsam mit Barbara Pitschmann – als Autorin und Leiterin des Linz09-Projekts RebellInnen tätig.
Am 12. Mai 2009 starb Charlotte Martinz-Turek an den Folgen einer Kopfverletzung, sie war neben ihrem Fahrrad liegend in der Nähe der Falcostiege im 5. Wiener Gemeindebezirk gefunden worden.

## Kuratorin
- 1997: denk-mal weiblich. Eine Plein-air Ausstellung über versteinerte Geschlechterverhältnisse, Wien, mit C. Rainer und C. Moser
- 2002–2004: Phonorama. Eine Ausstellung zur Kulturgeschichte der Stimme als Medium (wissenschaftliches und kuratorisches Team), Zentrum für Kunst und Medientechnologie (ZKM), Baden-Württemberg
- 2005: Monument für die Niederlage – Zeit der Befreiung 1945–1947, temporäre Installation, Ostarrichipark, Wien, mit Martin Krenn und Nora Sternfeld.
- 2006: Airworld. Vom Reisen in der Luft, Technisches Museum Wien
- 2008: Have The Cake And Eat It, Too. Institutionskritik als instituierende Praxis, Kunsthalle Exnergasse Wien

## Publikationen
- mit Renate Höllwart, Nora Sternfeld und Alexander Pollak (Hrsg.): In einer Wehrmachtsausstellung: Erfahrungen mit Geschichtsvermittlung. Turia + Kant, Wien 2004, ISBN 3-85132-371-8.
- mit Beatrice Jaschke und Nora Sternfeld: Wer spricht? Autorität und Autorschaft in Ausstellungen (= Ausstellungstheorie & Praxis. Band 1). Herausgegeben von Schnittpunkt. Turia + Kant, Wien 2005, ISBN 3-85132-418-8.
- mit Monika Sommer: Storyline: Narrationen im Museum. Turia + Kant, Wien 2009, ISBN 978-3-85132-547-8.
- mit Belinda Kazeem und Nora Sternfeld (Hrsg.): Das Unbehagen im Museum. Postkoloniale Museologien (= Ausstellungstheorie & Praxis. Band 3). Herausgegeben von Schnittpunkt. Turia + Kant, Wien 2009, ISBN 978-3-85132-548-5.
- mit Nora Sternfeld, Luisa Ziaja: Fotografie und Wahrheit. Bilddokumente in Ausstellungen, Turia + Kant, Wien 2010, ISBN 978-3-85132-610-9.

Beiträge (Auswahl)
- „Don’t shout! Do converse!“ Sprechen im Museum. In: Kulturrisse. Zeitschrift für radikaldemokratische Kulturpolitik, 02/2009. Internet-Version. Dieser Beitrag erschien „in Erinnerung an Charlotte Martinz-Turek, […. die] vielen in der Redaktion eine liebe Freundin, Kollegin und engagierte Mitstreiterin in einer Reihe gemeinsamer Projekte“ war.